# Onno Vandewalle
Onno Vandewalle (Gent, 7 augustus 1995) is een Belgisch activist en politicus voor de marxistische partij PVDA.

## Biografie
Vandewalle studeerde politieke en sociale wetenschappen en internationale politiek aan de Universiteit Gent, waar hij zich engageerde in de studentenbeweging van de partij PVDA, Comac. In 2014 voerde hij actie tegen de onderwijsbesparingen. In 2018 werden hij en Gertjan Decock verkozen tot lid van de Sociale Raad van de universiteit. Datzelfde jaar organiseerde hij een betoging tegen de extreemrechtse jongerenbeweging Schild & Vrienden.
Bij de gemeenteraadsverkiezingen van 14 oktober 2018 stond Vandewalle op de 7e plaats op de PVDA-lijst in Gent. Daarbij werden Tom De Meester, Sonja Welvaert en Yüksel Kalaz als eerste leden van hun partij verkozen; Vandewalle werd fractiemedewerker en woordvoerder van de PVDA-fractie in de Gentse gemeenteraad. 
Tijdens de betogingen en stakingen voor het klimaat in 2019 werd hij actief bij RedFox, de scholierenbeweging van PVDA. Hij werd er monitor, startte een Gentse afdeling op en werd lid van de nationale leiding.
Bij de Vlaamse verkiezingen van 26 mei 2019 kwam Vandewalle op als eerste opvolger in de kieskring Oost-Vlaanderen. Op 11 januari 2023 legde hij de eed af in het Vlaams Parlement, waar hij Tom De Meester opvolgde. Hij was er tot 2024 toegevoegd lid van de commissie Cultuur, Jeugd, Sport en Media. Bij de verkiezingen van 9 juni 2024 trok Vandewalle de Vlaamse lijst. Daarbij behaalde de partij 7,70 procent; 2,18 procentpunt meer dan in 2019. Vandewalle kreeg 10.817 voorkeursstemmen en werd samen met de nummer twee op de lijst Debby Burssens verkozen. In de legislatuur 2024-2029 werd Onno Vandewalle in het Vlaams Parlement plaatsvervanger in de commissies Cultuur, Jeugd, Sport en Media en Brussel, Vlaamse Rand, Dierenwelzijn.
Vandewalle was samen met Sonja Welvaert lijstduwer van de PVDA-lijst in Gent bij de gemeenteraadsverkiezingen van 13 oktober 2024. Hij raakte echter niet verkozen.

## Overzicht verkiezingsdeelnames
| Verkiezing                | Kieskring                 | Datum           | Lijst | Lijst | Plaats op lijst | Voorkeursstemmen | Uitslag      | Partijuitslag binnen kieskring |
| ------------------------- | ------------------------- | --------------- | ----- | ----- | --------------- | ---------------- | ------------ | ------------------------------ |
| Gemeenteraadsverkiezingen | Gent                      | 14 oktober 2018 |       | PVDA  | 7e plaats       | 408              | 16e opvolger | 7,1% (+4,2%)                   |
| Vlaamse verkiezingen      | Kieskring Oost-Vlaanderen | 26 mei 2019     |       | PVDA  | 1e opvolger     | 1617             | 1e opvolger  | 5,52% (+3,17%)                 |
| Vlaamse verkiezingen      | Kieskring Oost-Vlaanderen | 9 juni 2024     |       | PVDA  | 1e plaats       | 10.817           | 1e titularis | 7,70% (+2,18%)                 |
| Gemeenteraadsverkiezingen | Gent                      | 13 oktober 2024 |       | PVDA  | 52e plaats      | 459              | 11e opvolger | 7,4% (+0,3%)                   |